# کاراوی (آرکانزاس)
کاراوی (به انگلیسی: Caraway) یک شهر در ایالات متحده آمریکا است که در شهرستان کریگهد، آرکانزاس واقع شده‌است. کاراوی ۶٫۰۵ کیلومتر مربع مساحت و ۱٬۲۷۹ نفر جمعیت دارد و ۶۹ متر بالاتر از سطح دریا واقع شده‌است.